# Pepeu Gomes (álbum de 1981)
Pepeu Gomes é o primeiro dos dois álbuns epônimos do aclamado guitarrista baiano Pepeu Gomes, e o quarto de sua discografia solo. O álbum também é conhecido como Calor Humano. Foi lançado pelo selo WEA em 1981.
Sobre a capa do álbum, Pepeu confessou, em entrevista à revista Rolling Stone Brasil, que a foto foi tirada na casa de Hebe Camargo. “Aquele sofá em que estou sentado é dela. A gente fez a maior bagunça com as cortinas na sala”, contou.

## Faixas
| N.º | Título                        | Compositor(es)                                  | Duração |  |
| 1.  | "Eu Também Quero Beijar"      | Moraes Moreira/Pepeu Gomes/Fausto Nilo          | 4:02    |  |
| 2.  | "Agô do Pé"                   | Paulinho Camafeu/Pepeu Gomes                    | 3:15    |  |
| 3.  | "Calor Humano"                | Pepeu Gomes/Armandinho Macedo                   | 2:52    |  |
| 4.  | "Tema de Fé"                  | Charles Negrita/Pepeu Gomes                     | 3:32    |  |
| 5.  | "Do Amor"                     | Pepeu Gomes/Baby do Brasil                      | 4:05    |  |
| 6.  | "Sonhar Acordado"             | Pepeu Gomes/Baby do Brasil                      | 3:40    |  |
| 7.  | "Tico-Tico No Fubá"           | Zequinha de Abreu                               | 2:56    |  |
| 8.  | "Ela Né Flor Que Se Cheire"   | Galvão/Pepeu Gomes/Cardan Dantas/Jorginho Gomes | 2:57    |  |
| 9.  | "120 Watts de Pura Distorção" | Luciano Alves/Pepeu Gomes/Didi Gomes            | 5:00    |  |
| 10. | "Percurtindo"                 | Pepeu Gomes/Charles Negrita                     | 1:56    |  |

## Ficha Técnica
- Pepeu Gomes: Vocais, Guitarra, Bandolim, Guibando
- Luciano Alves: Teclados
- Didi Gomes: Baixo elétrico
- Jorginho Gomes: Bateria
- Charles Negrita: Percussão